# Cicatripraonetha lumawigi
Cicatripraonetha lumawigi är en skalbaggsart som beskrevs av Stefan von Breuning 1980. Cicatripraonetha lumawigi ingår i släktet Cicatripraonetha och familjen långhorningar.
Artens utbredningsområde är Filippinerna. Inga underarter finns listade i Catalogue of Life.